# 6561 Ґруппетта
6561 Ґруппетта (6561 Gruppetta) — астероїд головного поясу, відкритий 10 жовтня 1991 року.
Тіссеранів параметр щодо Юпітера — 3,357.